# ピアノソナタ第20番 (シューベルト)
ピアノソナタ第20番 イ長調 D 959 は、フランツ・シューベルトが1828年に作曲したピアノソナタ。

## 概要
作曲者最晩年のピアノソナタのひとつであり、ほぼ同時期に書かれた『第19番 ハ短調』（D 958）が暗い情熱、『第21番 変ロ長調』（D 960）が静寂な歌謡風の曲想であるのに対して、本作は暖かで明朗な響きを特徴としている。
3曲まとめて論じた英語版の記事において、創作の過程などが取り上げられている。

## 曲の構成
全4楽章構成、演奏時間は約42分。長大であるため、同じくイ長調で書かれた優美な『第13番 イ長調』（作品120, D 664）に対し、こちらは「イ長調の大ソナタ」と通称される。また本作は、初期の『第4番 イ短調』（作品164, D 537）の楽章を引用するなど創意も多く、特に終楽章は平明である。
- 第1楽章 アレグロ
イ長調、4分の4拍子、ソナタ形式。

- 第2楽章 アンダンティーノ
嬰ヘ短調、8分の3拍子、三部形式。
中間に幻想的な激しい展開がある。

- 第3楽章 スケルツォ：アレグロ・ヴィヴァーチェ – トリオ：ウン・ポコ・ピウ・レント
イ長調 - ニ長調、4分の3拍子、複合三部形式。

- 第4楽章 ロンド：アレグレット - プレスト
イ長調、4分の4拍子、ロンドソナタ形式。
前述の通り、第4番の第2楽章からの引用主題を活用したアレグレットのロンドソナタ形式（A - B - A - 展開部 - A - B - A - コーダ）。最後はプレストにテンポを上げて華麗に終結する。

## 本作が使われた作品
ロベール・ブレッソン監督・脚本による映画『バルタザールどこへ行く』（1966年）で、この曲の第2楽章が全編にわたって印象的に使われている（演奏はジャン＝ジョエル・バルビエによる）。